# Red Bluff (California)
Red Bluff è una località degli Stati Uniti d'America, capoluogo della contea di Tehama, nello Stato della California.